# Aeroporto Internacional de Key West
O Aeroporto Internacional de Key West (em inglês: Key West International Airport) (IATA: EYW, ICAO: KEYW) é um aeroporto internacional localizado no Condado de Monroe, que serve principalmente a cidade de Key West no sul do estado da Flórida, nos Estados Unidos.